# Comuna Valea Adîncă, Stînga Nistrului
Comuna Valea Adîncă este o comună din Unitățile Administrativ-Teritoriale din Stînga Nistrului, Republica Moldova. Este formată din satele Valea Adîncă (sat-reședință) și Constantinovca.
Conform recensământului din anul 2004, populația localității era de 608 locuitori, dintre care 44 (7.23%) moldoveni (români), 540 (88.81%) ucraineni si 21 (3.45%) ruși.